# دانيال آسينو
دانيال آسينو (بالبلغارية: Даниел Асенов)‏ (مواليد 17 مايو 1997) هو ملاكم بلغاري، مثّل بلاده في الألعاب الأولمبية الصيفية 2016.

## روابط خارجية
دانيال آسينو على موقع اللجنة الأولمبية الدولية (الإنجليزية)
- دانيال آسينو على موقع أوليمبيديا (الإنجليزية)